# 八不問
八不問，又稱文明八不問。是在2008年北京奧運期間，北京市文明辦教育市民的對外禮儀之一。
八不問包括不問收入、年齡、婚姻、健康、住址、履歷、信仰和工作。